# Nationaal park Pontões Capixabas
Nationaal park Pontoes Capixabas is een nationaal park in Brazilië  gelegen in Espírito Santo. Het is 174,96 km² groot en is opgericht in 2002. Het ligt bij de  gemeenten Pancas en Águia Branca in het woongebied van Duitse immigranten uit Pommeren.

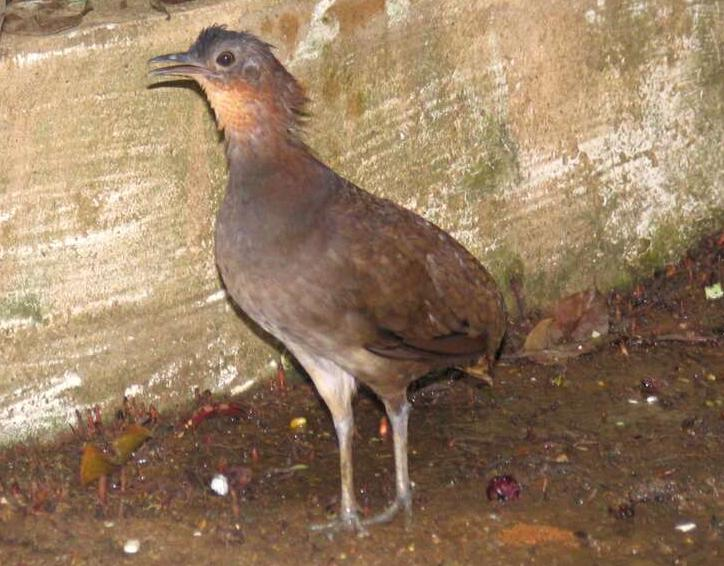
Braziliaanse tinamoe

## Karakteristiek
Het park omvat de laatste gebieden van het Atlantisch Woud en verschillende bergeilanden, lokaal Pontões genoemd. Het klimaat is tropisch en vochtig met een gemiddelde temperatuur van 23° C en een jaarlijkse regenval van 750-1250 mm.
Er zijn bossen in verschillende stadia van regeneratie. Op de op "suikerhoeden" lijkende eilanden komen langzaam groeiende planten voor die kunnen leven met weinig voedingsstoffen en weinig water, noodzakelijk omdat het regenwater zeer snel afgevoerd wordt. Er zijn bijvoorbeeld cactussen, Tillandsia-soorten en andere bromelia's. Sommige zeldzame dieren worden met uitsterven bedreigd, zoals de Jaguar, Margay, Tinamoes, Kraagluiaard, Jaguarundi en verschillende Toekansoorten.

## Bedreiging
Milieuproblemen zijn ontbossing, de uitbreiding van de landbouw en granietwinning. Door het nationale park zijn nieuwe vormen van werk ontstaan.